# Recensement de Colombie de 1918
Le recensement de Colombie de 1918 est un recensement de la population lancé en 1918 à partir du 14 octobre dans la République de Colombie. La Colombie comptait alors 5 855 077 habitants.